# Ría de Villaviciosa
Ría de Villaviciosa är en flodmynning i Spanien.   Den ligger i provinsen Province of Asturias och regionen Asturien, i den norra delen av landet, 400 km norr om huvudstaden Madrid.